# 鈴木由喜子
鈴木 由喜子（すずき ゆきこ）は、日本の政治活動家。

## 概要
「慰安婦の真実」国民運動幹事。
2017年9月1日には、東京都立横網町公園にある朝鮮人犠牲者追悼碑の前で日朝協会東京都連合会などの複数の団体によって「関東大震災朝鮮人犠牲者追悼式典」が行われていた。これは43回目であった。この式典が行われている場所から数十メートル離れた場所で鈴木由喜子によって慰霊祭が行われた。ここでは朝鮮人の犠牲者は六千人であるということを批判する。そしてこのような慰霊祭を開催した趣旨というのは、関東大震災で生き残った人々は朝鮮人虐殺の加害者であると誹謗中傷を受けたため、このことの名誉回復に努めるということであると語った。主張の異なる2つの団体による慰霊祭が近くで行われていたことから警察官と東京都職員が厳重警戒していたが、一部の参加者や見物人らと警察官のもみ合いがたびたび発生したため会場が騒然とする場面もあった。
2019年9月1日にも慰霊祭を実施している。この慰霊祭では日本人が六千人を虐殺したという濡れ衣を晴らそうという大きな看板を持参していた。だが行われているのは関東大震災で亡くなった人々の慰霊であり、看板が示している濡れ衣を着せられた人々というのは関東大震災では死亡しないで生き延びた人々であるため、この日の慰霊の対象とはならない人々であった。加藤直樹の著書では、鈴木由喜子がこのような慰霊祭を行う目的が推測されている。そこでは、鈴木がこのような慰霊祭を実施することで双方の集会が共に潰されるようにすることが目的としている。鈴木の最終目標は自らのブログでも書いていたように東京都立横網町公園にある朝鮮人追悼碑の撤去であり、この目標のために朝鮮人犠牲者追悼集会を開催できないような状況に追い込もうとしている。このために自らも同じ9月1日に集会を開き、レイシストとカウンターの激しい抗議を誘発して警察官を大量動員させるような騒動にして、そうして朝鮮人追悼集会と自らの集会の双方が東京都から公園使用許可を得られない状況を作り出す。このために自らと朝鮮人追悼集会の双方を潰そうとしていると見ている。
2020年6月19日に発売された『国の防人第四号』では、慰霊祭を是正させたという文章を寄稿する。
2022年7月26日には衆議院議員会館で群馬の森に設置された朝鮮人慰霊碑の撤去を求める裁判の判決での勝利宣言である凱旋講演会が行われ、鈴木由喜子も参加した。
2023年6月16日には、群馬県高崎市の県立公園群馬の森で、そこに設置されている朝鮮労働者追悼碑を撤去することを求める集会を実施した。この撤去を求められた追悼碑というのは、2004年に革新系の市民団体が群馬県に許可を得て設置されたものであった。この設置の許可には政治的行事を行わないと言う条件付であったのだが、これに反していると見られたために群馬県は2014年には許可の更新を行わなかった。これに対して不許可の取り消しを求める裁判が起こされたのだが、最高裁判所の判決では不許可は取り消されなかった。この最高裁判所の判決が2022年6月16日で、それからちょうど1年後になる2023年6月16日を集会の日程に選んでいた。この集会が行われたことでのマスコミの取材に対して鈴木は、日本は法治国家であるため判決が出てもまだ追悼碑を守る会の人々が要求をしていることを批判。そしてこの追悼碑は常に賠償をめぐる日韓の争いを想起させて分断しか生まないため、日韓の両国民が幸せになれないと主張。